# Laëtitia Bégué
Laëtitia Bégué, née le 30 septembre 1980 à Monaco, est une gymnaste artistique franco-monégasque.
Médaillée d'argent junior aux Championnats d'Europe 1992 avec l'équipe de France, elle est championne de France du concours général de gymnastique artistique en 1994 (elle partage le titre avec Élodie Lussac). Championne de France de saut de cheval en 1995, elle remporte à nouveau le titre national du concours général en 1996 ainsi que celui de saut de cheval.
En avril 1996, elle souffre d'une blessure au genou et perd à la dernière minute sa place pour les Jeux olympiques d'Atlanta. 
Elle réapparaît en 1997 sous les couleurs de Monaco aux Jeux des petits États d'Europe organisés en Islande, où elle remporte la médaille d'or aux barres asymétriques.   Elle est depuis marié avec 2 enfants.